# Légideszant-csapatok (Oroszország)
A Légideszant-csapatok, rövidítve VDV (oroszul: ВДВ – Воздушно-десантные войска, magyar átírásban: Vozdusno-gyeszantnije vojszka) az Orosz Fegyveres Erők egyik önálló fegyverneme. A légi szállítású, gyors reagálású légideszant-egységek fő feladata a mélységi műveletek végrehajtása.
Az orosz VDV-alakulatok hagyományosan középkék színű barett sapkát, valamint a szovjet és orosz haditengerészeti alakulatoknál rendszeresített, kék-fehér sávos hosszú ujjú pólót, az ún. tyelnyaskát viselik. Magukat a gyeszant szóval illetik, amely a francia descente szóból származik (jelentése partraszálló, lesikló).

## Történet
A Szovjetunió felbomlását követően helyi zászlóaljaik az ukrajnai és fehérorosz utódállamokban maradtak, és az orosz VDV hadosztályok száma hétről négyre csökkent. A 2010-es évek második felében létszámukat ismét bővíteni kívánják a 2015-ös 45 000 főről 60 000 főre. Ez a létszám négy gárdahadosztályra és hat dandárra oszlik szét, valamint a magasabbegység-kiképző és más alakulat közvetlen alegységeire. A hat dandárból egyet hadosztállyá kívánnak bővíteni.

### 2022-es orosz invázió Ukrajna ellen

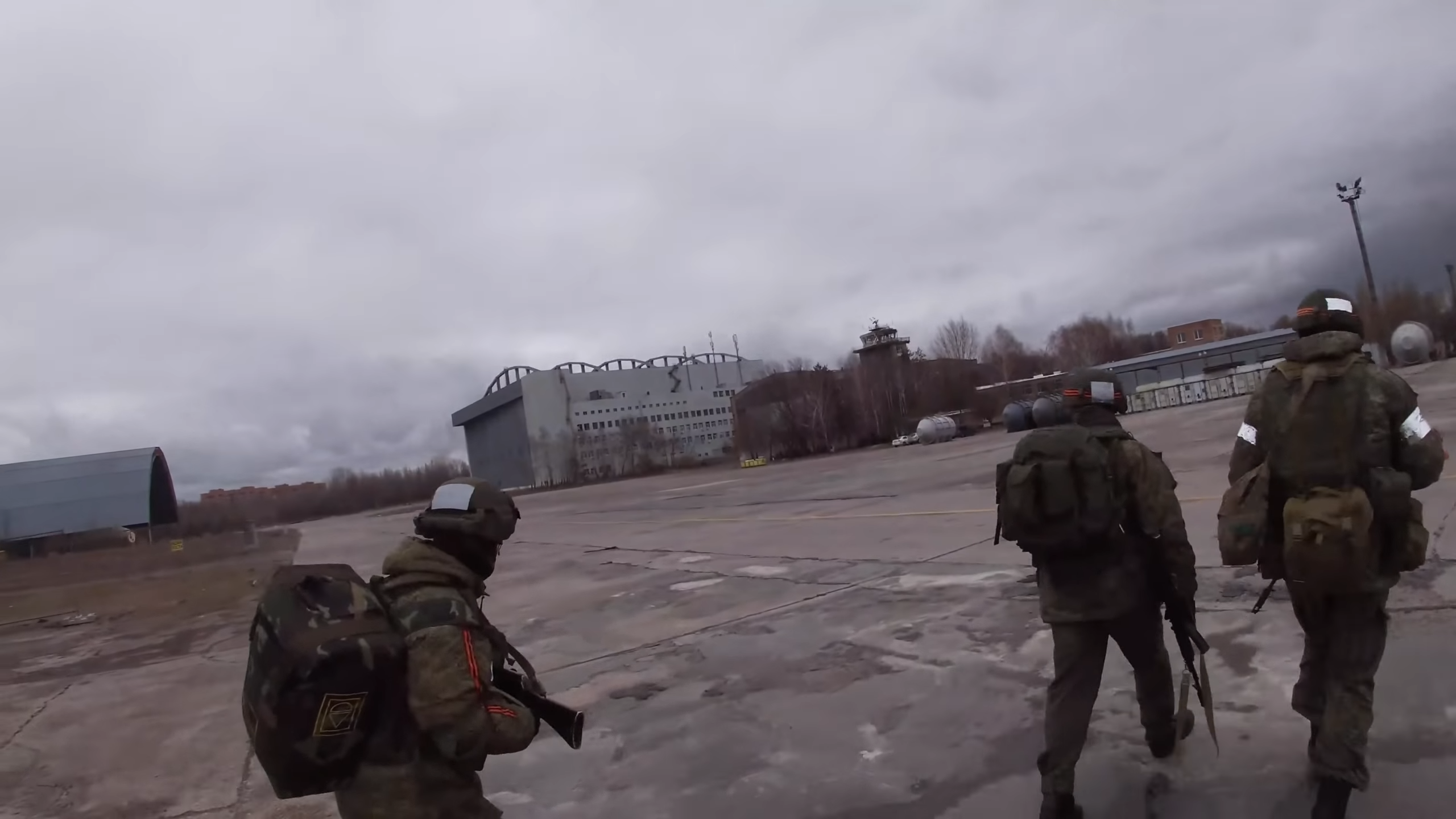
Orosz deszantosok a a hosztomeli repülőtérért vívott csata alatt.

A VDV nagymértékben részt vett a 2022-es orosz invázióban. A kezdeti órákban az ejtőernyősök megpróbálták biztosítani a kulcsfontosságú repülőtereket és támogatni az Ukrajna elleni támadásokat. A deszantosokat a narancssárga-fekete színű Szent György-szalagról lehetett felismerni, mely sisakjukat és karjukat díszítette.
A VDV Mi–8 és Mi–17 helikopterekkel vonultatta fel csapatait és kísérelte meg a hosztomeli repülőtér elfoglalását, Kijevtől északra, annak érdekében, hogy azt felhasználva egyfajta előretolt légihídként katonákat és nehézfelszerelést szállítson Kijev közelébe, ami lehetővé tette volna az orosz csapatok gyors bevetését a frontvonaltól távol.

## Rendfokozatok
| Légideszant-csapatok           |                                |                                |                                |                               |                               |                           |                           |                   |                   |                        |                        |              |              |                  |                  |                             |                             |                   |                   |                             |                             |                     |                     |                     |                     |                     |                     |                     |                     |                     |                     |                     |                     |
| Hadseregtábornok генера́л а́рмии | Hadseregtábornok генера́л а́рмии | Vezérezredes генера́л-полко́вник | Vezérezredes генера́л-полко́вник | Altábornagy генера́л-лейтена́нт | Altábornagy генера́л-лейтена́нт | Vezérőrnagy генера́л-майо́р | Vezérőrnagy генера́л-майо́р | Ezredes полко́вник | Ezredes полко́вник | Alezredes подполко́вник | Alezredes подполко́вник | Őrnagy майо́р | Őrnagy майо́р | Százados капита́н | Százados капита́н | Főhadnagy ста́рший лейтена́нт | Főhadnagy ста́рший лейтена́нт | Hadnagy лейтена́нт | Hadnagy лейтена́нт | Alhadnagy мла́дший лейтена́нт | Alhadnagy мла́дший лейтена́нт | Tisztjelölt Курсант | Tisztjelölt Курсант | Tisztjelölt Курсант | Tisztjelölt Курсант | Tisztjelölt Курсант | Tisztjelölt Курсант | Tisztjelölt Курсант | Tisztjelölt Курсант | Tisztjelölt Курсант | Tisztjelölt Курсант | Tisztjelölt Курсант | Tisztjelölt Курсант |

| Légideszant-csapatok           |                                |                                |                   |                   |                   |                          |                          |                               |                               |                  |                  |                  |                  |                  |                  |                               |                               |                               |                               |                               |                               |                  |                  |                  |                  |                   |                   |                   |                   |                   |                   |                   |                   |                   |                   |
| Törzszászlós Ста́рший пра́порщик | Törzszászlós Ста́рший пра́порщик | Törzszászlós Ста́рший пра́порщик | Zászlós Пра́порщик | Zászlós Пра́порщик | Zászlós Пра́порщик | Főtörzsőrmester Старшина́ | Főtörzsőrmester Старшина́ | Törzsőrmester Ста́рший сержа́нт | Törzsőrmester Ста́рший сержа́нт | Őrmester Сержа́нт | Őrmester Сержа́нт | Őrmester Сержа́нт | Őrmester Сержа́нт | Őrmester Сержа́нт | Őrmester Сержа́нт | Szakaszvezető Мла́дший сержа́нт | Szakaszvezető Мла́дший сержа́нт | Szakaszvezető Мла́дший сержа́нт | Szakaszvezető Мла́дший сержа́нт | Szakaszvezető Мла́дший сержа́нт | Szakaszvezető Мла́дший сержа́нт | Tizedes Ефре́йтор | Tizedes Ефре́йтор | Tizedes Ефре́йтор | Tizedes Ефре́йтор | Közkatona Рядово́й | Közkatona Рядово́й | Közkatona Рядово́й | Közkatona Рядово́й | Közkatona Рядово́й | Közkatona Рядово́й | Közkatona Рядово́й | Közkatona Рядово́й | Közkatona Рядово́й | Közkatona Рядово́й |

## A Légideszant-csapatok parancsnokai
- Jevgenyij Podkolzin (1992 –1996)
- Georgij Spak (1996. december 4. – 2003. szeptember 8.)
- Alekszander Kolmakov (2003. szeptember 8. – 2007. november 19.)
- Valerij Jevtyukovics (2007. november 19.– 2009. május 6.)
- Nyikolaj Ignatov (2009. május 6–26.)
- Vlagyimir Samanov (2009. május 26.– 2016. október 4.)
- Andrej Szergyukov (2016. október 4. – 2022. június 18.)
- Mihail Tyeplinszkij (2022. június 18. – )

## Galéria

Az orosz légideszant-csapatok zászlaja
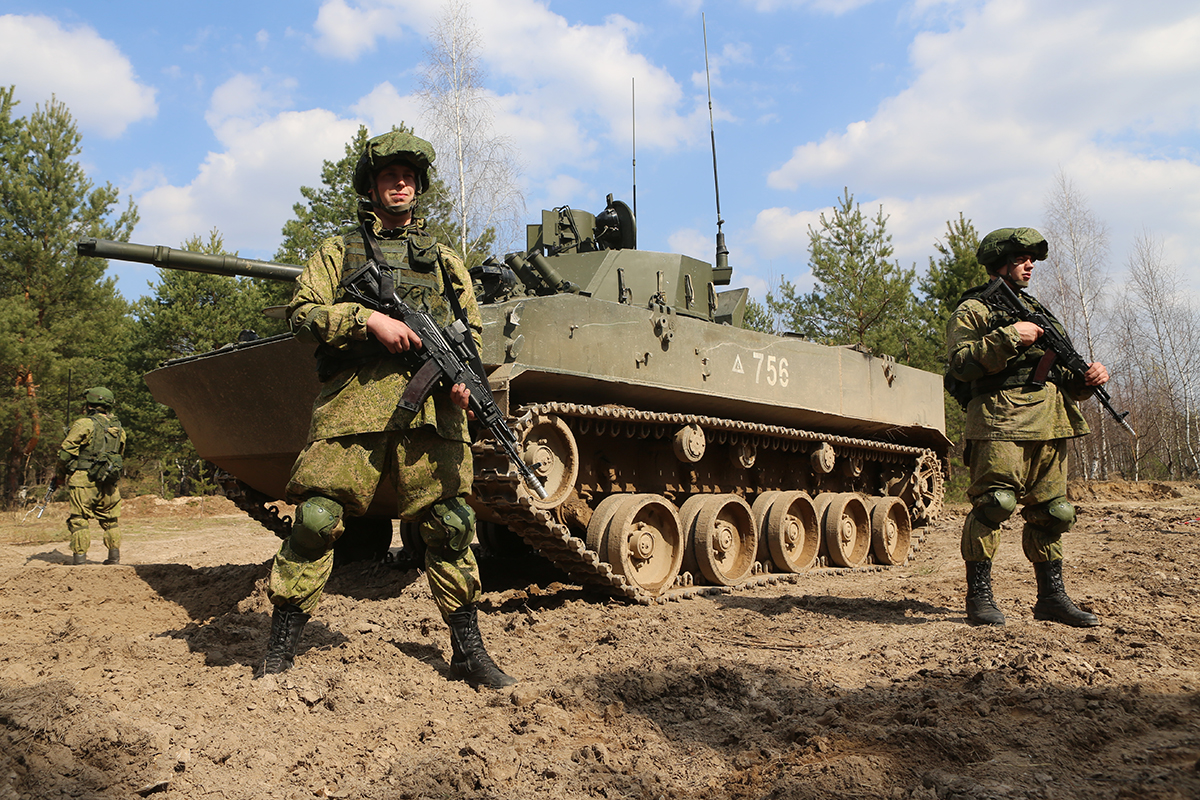
A 137. légideszant-gárdaezred katonái egy BMD–4M gyalogsági harcjármű előtt.
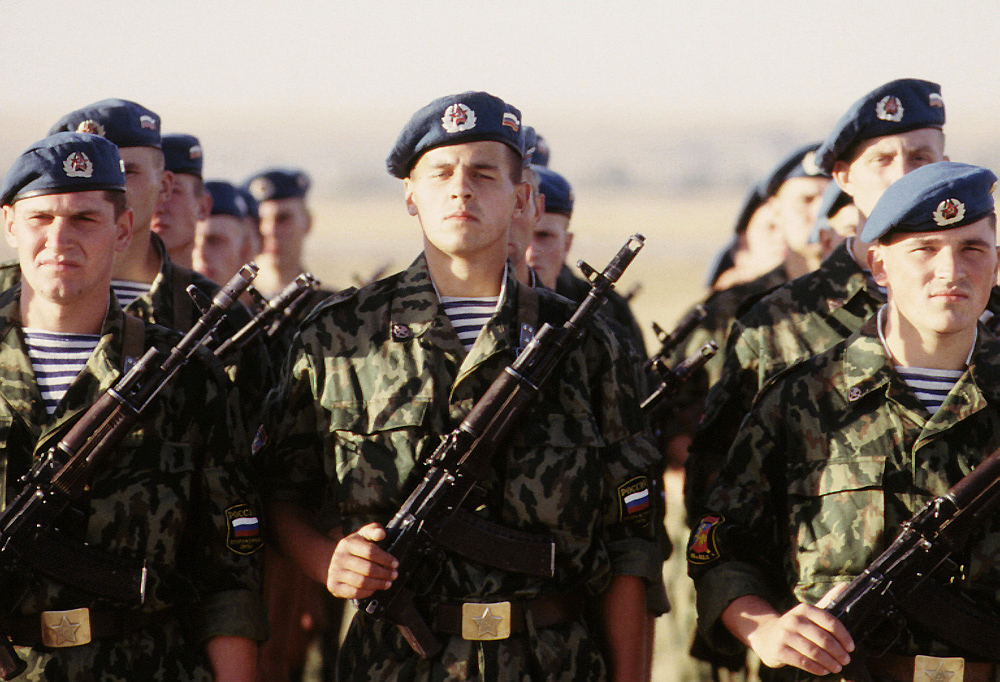
A 106. légideszant-gárdahadosztály katonái gyakorlaton Kazahsztánban
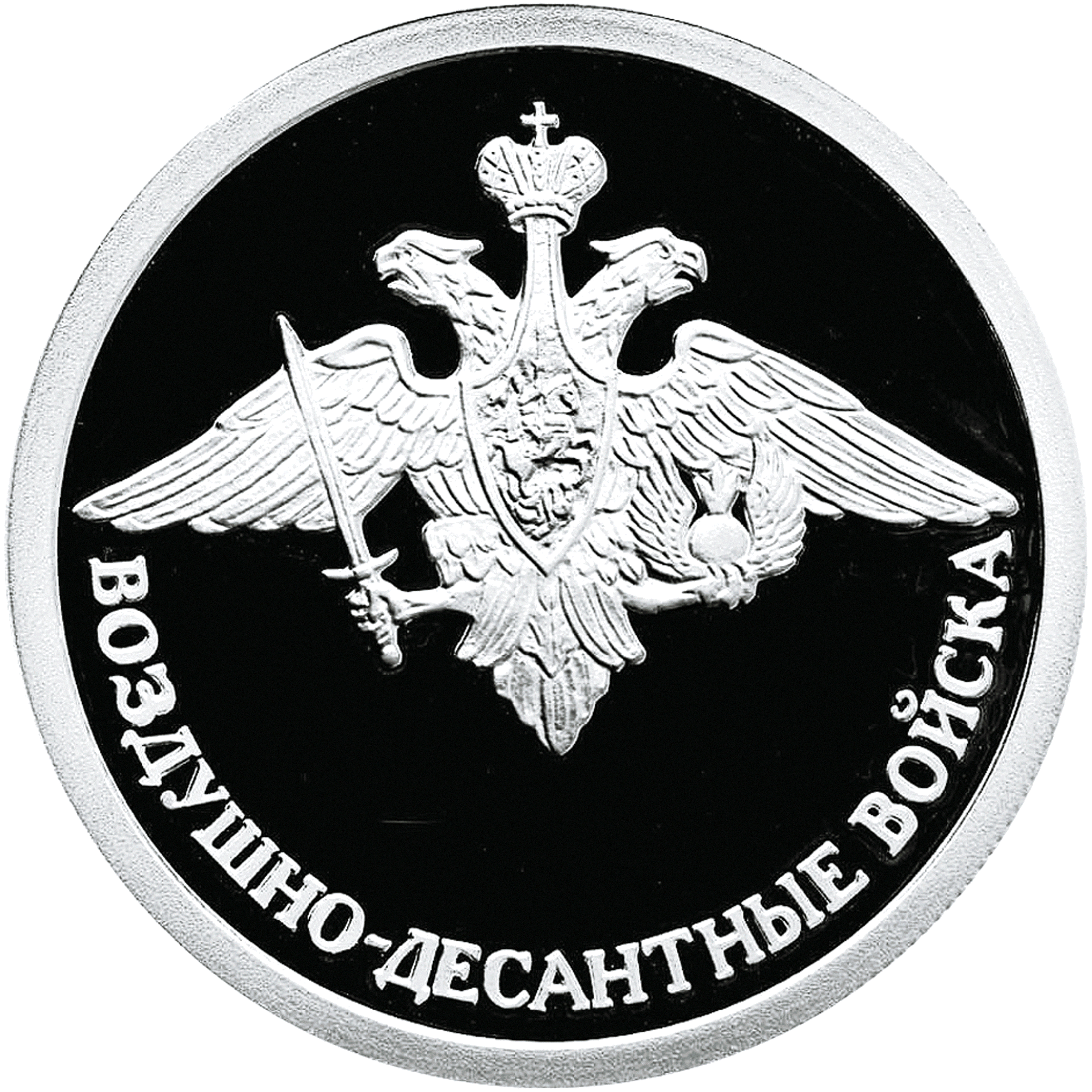
Az Orosz Bank által a légideszantosok tiszteletére kibocsátott emlékérem-sorozat egyik darabjának hátoldala a csapatok jelvényével (2006)
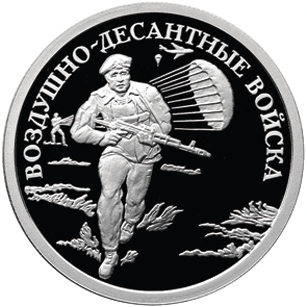
... modern deszantos ábrázolásával
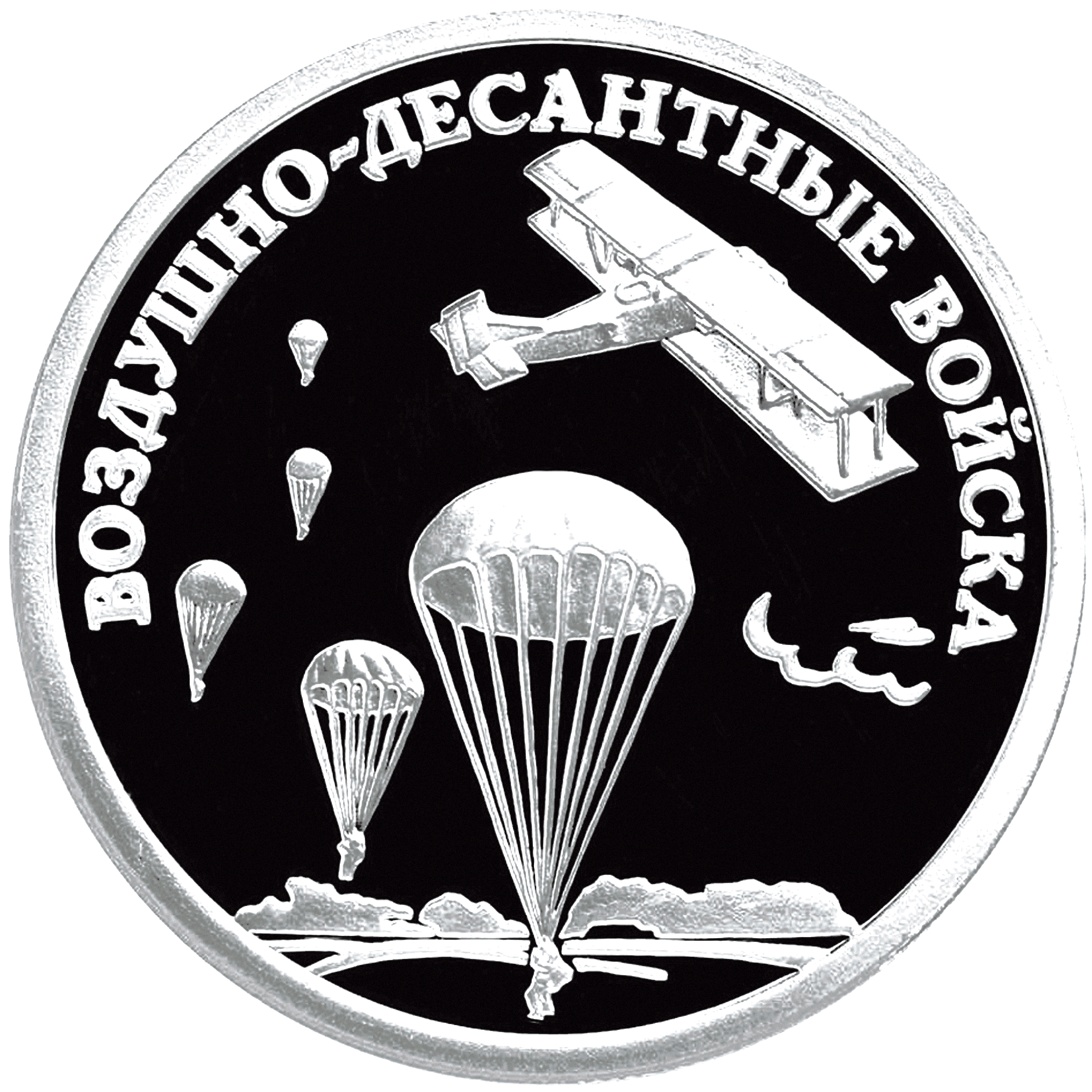
... légideszant-gyakorlat ábrázolásával a 30-as évekből